# 주한 칠레 대사관
주한 칠레 대사관(스페인어: Embajada de Chile en Corea del Sur)은 대한민국 서울특별시 중구 충무로1가 25-5 고려대연각타워 18층 1801호에 위치하고 있는 칠레 대사관이다. 현직 주한 칠레 대사는 마티아스 프랑케이다.

## 역사
칠레는 1962년 4월 18일에 대한민국과 수교했다. 대한민국은 1966년 11월 7일에 칠레 산티아고에 주칠레 대한민국 대사관을 설립했고 칠레는 1969년 11월 28일에 대한민국 서울에 주한 칠레 대사관을 설립했다.

## 주요 업무
주요 업무는 대한민국 정부와의 외교 교섭과 국제 협력, 경제, 통상 교섭, 양국 문화, 학술, 체육 교류 및 협력, 외교 정책 홍보, 대한민국 거주 칠레 국민의 보호와 지도, 문서의 공증, 국적, 호적, 여권 및 사증 업무 등이다.

## 같이 보기
관련 항목
- 칠레의 재외공관 목록
- 대한민국 주재 외국공관 목록
- 대한민국-칠레 관계
- 주칠레 대한민국 대사관

고려대연각타워 관련
- 주한 세네갈 대사관
- 주한 코스타리카 대사관
- 주한 우루과이 대사관
- 주한 크로아티아 대사관